# Oberea euphorbiae
Oberea euphorbiae је врста инсекта из реда тврдокрилаца (Coleoptera) и породице стрижибуба (Cerambycidae). Сврстана је у потпородицу Lamiinae.

## Распрострањеност
Врста је распрострањена на подручју централне и југоисточне Европе. У Србији је ретка врста и спорадично се бележи.

## Опис
Oberea euphorbiae је најситнија врста из рода Oberea. Дужина тела се креће у опсегу од 6 до 15 mm. Глава, пронотум и база елитрона су покривени дугом беличастом пубесценцијом. Пронотум је звонастог облика и сужен према глави. Ноге и два задња абдоминална сегмента су црвеножуте боје.

## Биологија
Животни циклус траје годину дана, ларве се развијају у стабљикама биљке домаћина. Адулти су активни током маја и јуна и могу се наћи на стабљикама и листовима домаћина. Као домаћин јављају се врсте из рода Euphorbia. 

## Синоними
- Saperda euphorbiae Germar, 1813
- Amaurostoma euphorbiae (Germar, 1813)